# Neodon forresti
Neodon forresti is een zoogdier uit de familie van de Cricetidae. De wetenschappelijke naam van de soort werd voor het eerst geldig gepubliceerd door Hinton in 1923.